# Мила Миленова
Мила Михайлова Миленова e българска писателка.

## Биография
Родена е на 18 август 1986 в Перник. Основното си образование е получила в 7-о ОУ „Г. С. Раковски“ в паралелка с разширено изучаване на изобразително изкуство. Ученичка в езикова гимназия „Симеон Радев“ – Перник.
В регионалните литературни конкурси „Чичо Стоян“ – Перник, през 1998 получава трета награда, през 1999 печели голямата награда, а през 2000 г. – първа награда за поезия и трета за проза.
През 1999 г. е участничка в литературния конкурс на международното движение „Духовно огледало“ с основна тема „Красотата на Вселената и ние частица от нея“ и е поканена да участва на международната среща на детското творчество в Европейския месец на културата – Пловдив '99, където е удостоена с грамота за отлично представяне в литературното поприще.
В Националния литературен конкурс „Здравей, XXI век“ ѝ се присъжда специална награда за изявен талант в двата раздела (поезия и проза).
От Националния литературен конкурс по случай Деня на народните будители Ястребино '99 получава диплом носител на специалната награда на списание „Родна реч“.
През декември 1999 г. участва в градския конкурс на тема „Наркотиците – изборът е мой“, където печели специална награда.
През 2000 година отново е участничка в литературния конкурс на сдружение „Духовно огледало“ на тема „Да бъде светлина“ и е удостоена с грамота за участие в празниците на изкуствата „Аполония 2000“ в Созопол.
Мила Миленова има една издадена книга: Чуплива съм.